# Hogsjön
Hogsjön är en sjö i Uddevalla kommun i Bohuslän och ingår i Bäveåns huvudavrinningsområde. Sjön har en area på 0,0588 kvadratkilometer och ligger 82,2 meter över havet.

## Delavrinningsområde
Hogsjön ingår i det delavrinningsområde (648343-127947) som SMHI kallar för Mynnar i Bäveån. Medelhöjden är 106 meter över havet och ytan är 55,34 kvadratkilometer. Det finns inga avrinningsområden uppströms utan avrinningsområdet är högsta punkten. Bäveån som avvattnar avrinningsområdet har biflödesordning 2, vilket innebär att vattnet flödar genom totalt 2 vattendrag innan det når havet efter 13 kilometer. Avrinningsområdet består mestadels av skog (64 procent), öppen mark (17 procent) och jordbruk (11 procent). Avrinningsområdet har 0,7 kvadratkilometer vattenytor vilket ger det en sjöprocent på 1,3 procent. Bebyggelsen i området täcker en yta av 0,45 kvadratkilometer eller 1 procent av avrinningsområdet.